# Friedrich Kirchner (Philosoph)
Friedrich Kirchner (* 1. Mai 1848 in Spandau; † 6. März 1900 in Berlin) war ein deutscher Philosoph, Philosophie- und Literaturhistoriker, Theologe und Gymnasialprofessor.

## Leben
Kirchner war Sohn eines Militärgeistlichen und wuchs in Berlin-Spandau auf. Nach seinem Abitur am Joachimsthalschen Gymnasium in Berlin studierte Kirchner ab 1867 Theologie und Philosophie an der Universität Halle und ab 1869 an der Berliner Friedrich-Wilhelms-Universität. Zugleich trat er in das Studentenkonvikt „Johanneum“ ein, das er von 1870 bis 1872 leitete. Eine weitere Tätigkeit als Erzieher übte er in Manchester aus, wo er sich zwei Jahre aufhielt.
Von hier aus promovierte er im Jahr 1873 an der Universität Halle zum Dr. phil. mit der philosophischen Schrift De Deo omnipraesenti eodemque personali, Halis Saxonum und 1874 in Berlin zum Dr. theol. mit der theologischen Schrift Leibniz’s Stellung zur katholischen Kirche: mit besonderer Berücksichtigung seines sogenannten „systema theologicum“. Im Jahr 1875 erhielt Kirchner eine Anstellung als Lehrer am Königlichen Realgymnasium in Berlin. Hier war er bis zu seinem frühen Tode tätig – seit 1893 als Oberlehrer im Range eines Gymnasialprofessors. Seit 1882 wirkte er daneben als Dozent für Philosophie und Literaturgeschichte an der Humboldt-Akademie und als Vortragsredner.
Nachdem er einige Wochen zuvor bereits einen schweren Herzanfall erlitten hatte, starb Friedrich Kirchner in der Nacht zum 6. März 1900 im Alter von 51 Jahren in Berlin an einem Herzinfarkt. Noch wenige Stunden vor seinem Tode hatte er an einem Treffen des 1891 von ihm gegründeten literarischen Vereins „Die Klause“ teilgenommen. In einem Nachruf schrieb das Berliner Tageblatt: „Friedrich Kirchners Grundzug war ein liebenswürdiger, weltfreudiger Optimismus, den er sich durch eindringendes Studium und durch ein Leben voll ernsten, hochgesinnten Strebens erworben hatte.“ Beigesetzt wurde Kirchner auf dem Dreifaltigkeitskirchhof II an der Bergmannstraße. Das Grab ist nicht erhalten.
Sein jüngerer Bruder war der Arzt Martin Kirchner (1854–1925). Friedrich Kirchner war verheiratet und hatte zwei Töchter, die zum Zeitpunkt seines Todes bereits das Erwachsenenalter erreicht hatten.

## Werk
Kirchners Veröffentlichungen betrafen neben der Philosophie auch Philosophiegeschichte, verschiedene philosophische Teildisziplinen sowie die Kirchen- und Literaturgeschichte. Er veröffentlichte auch eine Gedichtsammlung. Weite Verbreitung fanden populärwissenschaftliche Darstellungen zur Geschichte der Philosophie, Kirchengeschichte, Logik, Ethik, Psychologie, Pädagogik und zur Geschichte der Pädagogik in der  realwissenschaftlichen Sachbuchreihe Weber’s illustrierte Katechismen. Heute ist Kirchner vor allem wegen seines Wörterbuchs der Philosophischen Grundbegriffe (Heidelberg 1886/1890 / Berlin 1897 / Neubearbeitung von Carl Michaëlis: Leipzig 1903 und weitere Neuauflagen) bekannt. Bei den seither veranstalteten mehrfach vollständigen Neubearbeitungen unter der Leitung verschiedener Herausgeber (zuletzt 1998) ist das Wörterbuch der philosophischen Begriffe der von ihm entwickelten Konzeption verpflichtet geblieben, die philosophische Thematik in „ideen- und begriffsgeschichtlicher“, nicht „problemgeschichtlicher“ Perspektive darzustellen.

## Veröffentlichungen (Auswahl)
- 1874: Über Freiheit des Willens. Halle
- 1883: Der Spiritismus. Die Narrheit unseres Zeitalters. Berlin (Deutsche Zeit- und Streit-Fragen. Heft 186/187)
- 1883: Katechismus der Psychologie. Leipzig: Verlagsbuchhandlung von J. J. Weber
- 1884: Diätetik des Geistes. Eine Anleitung zur Selbsterziehung. Berlin/Leipzig (2. verm. u. verb. Aufl., Berlin 1886)
- 1886: Wörterbuch der Philosophischen Grundbegriffe. Philosophische Bibliothek oder Sammlung der Hauptwerke der Philosophie alter und neuer Zeit. Weiss, Heidelberg
  - 2. durchgesehene und vermehrte Auflage, Heidelberg 1890
  - 3. verbesserte und vermehrte Auflage, Philos.-histor. Verlag Dr. R. Salinger, Berlin 1897
  - 4. neubearbeitete Auflage von Carl Michaëlis (Philosophische Bibliothek. Band 67), Leipzig 1903
  - Neuer Titel: Kirchner’s Wörterbuch der Philosophischen Grundbegriffe. 5. Aufl., Neubearbeitung von Carl Michaëlis, Leipzig 1907
  - 6. Aufl. Dritte Neubearbeitung von Carl Michaëlis, Leipzig 1911
  - Wörterbuch der philosophischen Begriffe. Begründet von Friedrich Kirchner und Carl Michaëlis. Vollständig neu bearbeitet herausgegeben von Johannes Hoffmeister, Meiner, Leipzig 1944
  - Wörterbuch der philosophischen Begriffe. Herausgegeben von Johannes Hoffmeister. Zweite Auflage, Meiner, Hamburg 1955
  - Wörterbuch der philosophischen Begriffe. Begründet von Friedrich Kirchner und Carl Michaëlis, fortgesetzt von Johannes Hoffmeister, vollständig neu herausgegeben von Arnim Regenbogen und Uwe Meyer. Meiner, Hamburg 1998